# اینکوچیماخی
اینکوچیماخی (به لاتین: Inkuchimakhi) یک منطقهٔ مسکونی در روسیه است که در شهرستان لواشینسکی واقع شده‌است.